# Risörita
La risörita és una varietat mineral de la fergusonita-(Y); concretament és una varietat de fergusonita-(Y) que pot contenir més d'un 5% de TiO₂. La risörita va ser anomenada així per la localitat on va ser descrita: Gyting, a prop de Risör (Noruega). La risörita presenta propietats molt similars a la fergusonita-(Y). Tot i això, presenta algunes diferències com ara el color: mentre que la fergusonita-(Y) presenta un color negre vellut, la risörita presenta color marró.